# حفار کیسه‌دار
حفارهای کیسه‌دار (به لاتین: Notoryctidae)، پستانداران کیسه‌دار بسیار تخصصی هستند که از دو گونه یافت‌شده در درون استرالیا شناخته شده‌اند.
- Notoryctes typhlops (حفار کیسه‌دار جنوبی که توسط مردم Pitjantjatjara و Yankunytjatjara در استرالیای مرکزی به عنوان ایت‌جاری‌جاری (itjaritjari) شناخته می‌شود).[۳]
- Notoryctes caurinus (حفار کیسه‌دار شمالی که به نام کاکاراتول (kakarratul) نیز شناخته می‌شود).

Notoryctids پستانداران کوچک دالان‌سازی هستند که از نظر کالبدشناختی با دیگر پستانداران دالان‌ساز (و خویشاوندان دور) مانند حفار طلایی زنده (Chrysochloridae) و epoicotheres منقرض‌شده (Polidota) همگرا می‌شوند.